# Gabriele Aldegani
Gabriele Aldegani (Venezia, 10 maggio 1976) è un allenatore di calcio ed ex calciatore italiano, di ruolo portiere.

## Carriera
Dopo gli esordi nella Miranese, ha militato per tre stagioni nel Milan (una in Primavera e due in prima squadra come terzo portiere), senza riuscire a debuttare nel campionato di Serie A.
La prima stagione da titolare è in Serie C1, nel Prato, che a fine stagione retrocede. Nel 1998 debutta in Serie B, in prestito al Monza dove sostituisce Christian Abbiati passato a sua volta al Milan, e nella stagione successiva va nuovamente in prestito, questa volta al Treviso, dove si mette in luce come uno dei portieri più affidabili della serie cadetta.
Tornato al Milan, nel settembre 2000 viene nuovamente prestato al Monza, dove sostituisce Jean François Gillet passato al Bari, senza poter evitare la retrocessione dei brianzoli in Serie C1. Dopo un breve periodo in prestito agli spagnoli dell'Alaves, disputa una nuova stagione da titolare al Cosenza, e nel 2002 passa in prestito al Livorno, neopromosso in Serie B, dove fa da chioccia al titolare Marco Amelia.
Nel luglio 2003 scende in Serie C1 in prestito al Rimini, disputando 26 partite di campionato e 2 nei play-off. A fine campionato, svincolato, viene ingaggiato dal Piacenza, con cui torna a militare in Serie B alternandosi con Paolo Orlandoni nella prima stagione e con Mario Cassano nella seconda. Scaduto il contratto con la società emiliana, milita per una stagione con il Bari (dove è riserva di Gillet). Nuovamente svincolato, firma per l'Avellino, con cui rescinde il contratto dopo un mese accordandosi con il ChievoVerona, con cui disputa due stagioni ed esordisce in Serie A il 31 maggio 2009, nella partita Napoli-ChievoVerona terminata 3-0 per i partenopei.
Il 10 febbraio 2010 firma un contratto fino a giugno con il Grosseto, con cui colleziona 4 presenze in Serie B. Per la stagione 2010-2011 viene ingaggiato dal Benevento, squadra militante nel girone B di Prima Divisione.
Il 31 gennaio 2011 viene acquistato dalla Cremonese. Il giocatore rimane svincolato dopo la fine del contratto con la Cremonese, e il 17 febbraio 2012 firma un contratto fino al termine della stagione con la Nocerina. Svincolato al termine del campionato, il 6 settembre successivo firma un nuovo contratto con i molossi, nel frattempo retrocessi in Lega Pro Prima Divisione. Gioca da titolare per tutto il girone d'andata, fino a gennaio, quando torna in prestito al Livorno nello scambio che porta Alfonso De Lucia in Campania. Con i toscani ottiene la promozione in Serie A dopo i play-off, e a fine stagione fa ritorno in Campania.
Il 3 agosto 2013 il prestito viene rinnovato per un'altra stagione. Esordisce con la maglia amaranto, subentrando a Luca Anania, nei minuti finali dell'incontro Parma-Livorno, sul punteggio di 2 a 0 per gli emiliani.
A fine stagione, scaduto il prestito con i labronici, fa ritorno alla Nocerina. In seguito alla retrocessione dei molossi in Eccellenza, Aldegani risolve il contratto con la società.
Il 20 settembre passa al Pescara, sottoscrivendo un contratto annuale. Debutta in campionato il 28 ottobre sostituendo il titolare Vincenzo Fiorillo nel corso della partita contro il Bari. Resta a Pescara per tre stagioni come terzo portiere, chiudendo la carriera al termine della Serie A 2016-2017 e diventando nel corso dell'estate il preparatore dei portieri della squadra adriatica, ruolo che ricopre fino al 2020.
Per un periodo, nel 2021, diviene il preparatore dei portieri del Pordenone. Da agosto 2023 si trasferisce in Romania, al FCU Craiova sempre nel ruolo di preparatore dei portieri.

## Statistiche

### Presenze e reti nei club
| Stagione        | Squadra         | Campionato      | Campionato | Campionato | Coppe nazionali | Coppe nazionali | Coppe nazionali | Coppe continentali | Coppe continentali | Coppe continentali | Altre coppe | Altre coppe | Altre coppe | Totale | Totale |
| Stagione        | Squadra         | Comp            | Pres       | Reti       | Comp            | Pres            | Reti            | Comp               | Pres               | Reti               | Comp        | Pres        | Reti        | Pres   | Reti   |
| --------------- | --------------- | --------------- | ---------- | ---------- | --------------- | --------------- | --------------- | ------------------ | ------------------ | ------------------ | ----------- | ----------- | ----------- | ------ | ------ |
| 1993-1994       | Miranese        | CND             | 3          | -5         | -               | -               | -               | -                  | -                  | -                  | -           | -           | -           | 3      | -5     |
| 1994-1995       | Milan           | A               | 0          | 0          | CI              | 0               | 0               | UCL                | 0                  | 0                  | SU+CInt     | 0           | 0           | 0      | 0      |
| 1995-1996       | Milan           | A               | 0          | 0          | CI              | 0               | 0               | CU                 | 0                  | 0                  | -           | -           | -           | 0      | 0      |
| 1996-1997       | Milan           | A               | 0          | 0          | CI              | 0               | 0               | UCL                | 0                  | 0                  | SI          | 0           | 0           | 0      | 0      |
| Totale Milan    | Totale Milan    | Totale Milan    | 0          | 0          |                 | 0               | 0               |                    | -                  | -                  |             | -           | -           | 0      | 0      |
| 1997-1998       | Prato           | C1              | 34+2       | -38 + -3   | CI-C            | 5               | -4              | -                  | -                  | -                  | -           | -           | -           | 41     | -45    |
| 1998-1999       | Monza           | B               | 37         | -36        | CI              | 2               | -2              | -                  | -                  | -                  | -           | -           | -           | 39     | -38    |
| 1999-2000       | Treviso         | B               | 28         | -32        | CI              | 2               | -1              | -                  | -                  | -                  | -           | -           | -           | 30     | -33    |
| 2000-2001       | Monza           | B               | 15         | -34        | CI              | -               | -               | -                  | -                  | -                  | -           | -           | -           | 15     | -34    |
| Totale Monza    | Totale Monza    | Totale Monza    | 52         | -70        |                 | 2               | -2              |                    | -                  | -                  |             | -           | -           | 54     | -72    |
| set.-ott. 2001  | Alavés          | PD              | 0          | 0          | CR              | 0               | 0               | -                  | -                  | -                  | -           | -           | -           | 0      | 0      |
| ott. 2001-2002  | Cosenza         | B               | 23         | -39        | CI              | -               | -               | -                  | -                  | -                  | -           | -           | -           | 23     | -39    |
| 2002-2003       | Livorno         | B               | 2          | -3         | CI              | 1               | -2              | -                  | -                  | -                  | -           | -           | -           | 3      | -5     |
| 2003-2004       | Rimini          | C1              | 26+2       | -23 + -3   | CI-C            | 0               | 0               | -                  | -                  | -                  | -           | -           | -           | 28     | -26    |
| 2004-2005       | Piacenza        | B               | 17         | -18        | CI              | 0               | 0               | -                  | -                  | -                  | -           | -           | -           | 17     | -18    |
| 2005-2006       | Piacenza        | B               | 17         | -17        | CI              | 1               | -1              | -                  | -                  | -                  | -           | -           | -           | 18     | -19    |
| Totale Piacenza | Totale Piacenza | Totale Piacenza | 34         | -35        |                 | 1               | -1              |                    | -                  | -                  |             | -           | -           | 35     | -36    |
| 2006-2007       | Bari            | B               | 0          | 0          | CI              | 0               | 0               | -                  | -                  | -                  | -           | -           | -           | 0      | 0      |
| 2007-2008       | Chievo          | B               | 1          | -2         | CI              | -               | -               | -                  | -                  | -                  | -           | -           | -           | 1      | -2     |
| 2008-2009       | Chievo          | A               | 1          | -3         | CI              | 0               | 0               | -                  | -                  | -                  | -           | -           | -           | 1      | -3     |
| Totale Chievo   | Totale Chievo   | Totale Chievo   | 2          | -5         |                 | 0               | 0               |                    | -                  | -                  |             | -           | -           | 2      | -5     |
| feb.-giu. 2010  | Grosseto        | B               | 4          | -6         | CI              | -               | -               | -                  | -                  | -                  | -           | -           | -           | 4      | -6     |
| 2010-gen. 2011  | Benevento       | 1D              | 21         | -20        | CI+CI-LP        | 2+0             | -3              | -                  | -                  | -                  | -           | -           | -           | 23     | -23    |
| gen.-giu. 2011  | Cremonese       | 1D              | 5          | -7         | CI+CI-LP        | -               | -               | -                  | -                  | -                  | -           | -           | -           | 5      | -7     |
| feb.-giu. 2012  | Nocerina        | B               | 0          | 0          | CI              | -               | -               | -                  | -                  | -                  | -           | -           | -           | 0      | 0      |
| 2012-gen. 2013  | Nocerina        | 1D              | 13         | -15        | CI+CI-LP        | 0               | 0               | -                  | -                  | -                  | -           | -           | -           | 13     | -15    |
| Totale Nocerina | Totale Nocerina | Totale Nocerina | 13         | -15        |                 | 0               | 0               |                    | -                  | -                  |             | -           | -           | 13     | -15    |
| gen.-giu. 2013  | Livorno         | B               | 0          | 0          | CI              | -               | -               | -                  | -                  | -                  | -           | -           | -           | 0      | 0      |
| 2013-2014       | Livorno         | A               | 1          | 0          | CI              | 0               | 0               | -                  | -                  | -                  | -           | -           | -           | 1      | 0      |
| Totale Livorno  | Totale Livorno  | Totale Livorno  | 3          | -3         |                 | 1               | -2              |                    | -                  | -                  |             | -           | -           | 4      | -5     |
| 2014-2015       | Pescara         | B               | 1          | -1         | CI              | 0               | 0               | -                  | -                  | -                  | -           | -           | -           | 1      | -1     |
| 2015-2016       | Pescara         | B               | 0          | 0          | CI              | 0               | 0               | -                  | -                  | -                  | -           | -           | -           | 0      | 0      |
| 2016-2017       | Pescara         | A               | 0          | 0          | CI              | 0               | 0               | -                  | -                  | -                  | -           | -           | -           | 0      | 0      |
| Totale Pescara  | Totale Pescara  | Totale Pescara  | 1          | -1         |                 | 0               | 0               |                    | -                  | -                  |             | -           | -           | 1      | -1     |
| Totale carriera | Totale carriera | Totale carriera | 249+4      | -299 + -6  |                 | 13              | -13             |                    | 0                  | 0                  |             | 0           | 0           | 266    | -318   |

## Palmarès
- Campionato italiano di Serie B: 1

Chievo: 2007-2008